# Françoise Perret

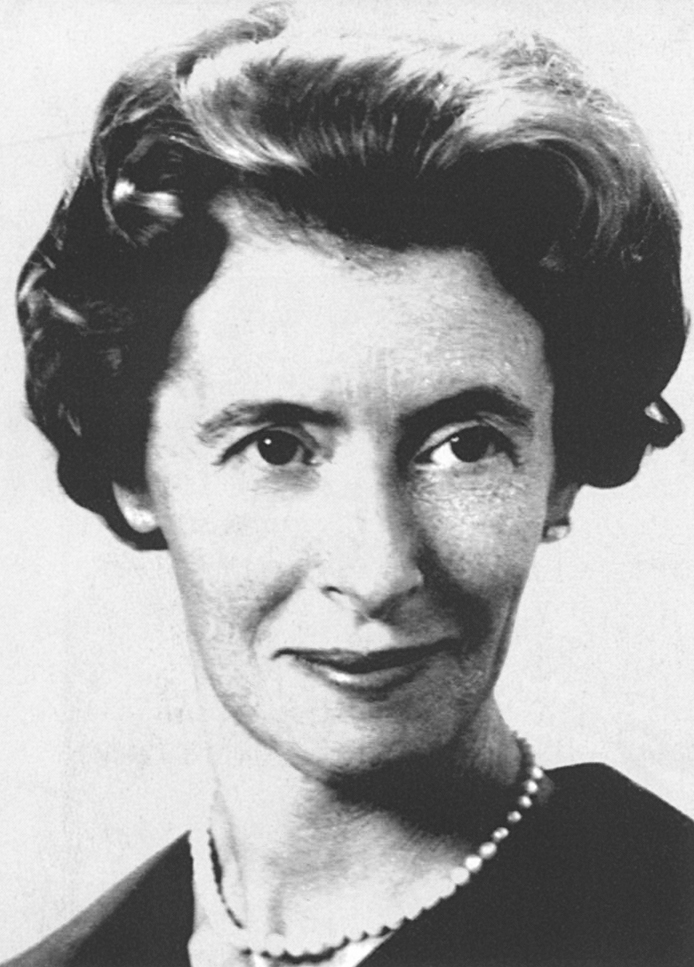
Françoise Perret

Françoise Perret (* 17. April 1919 in Neuenburg; † 30. April 1986 in Lausanne) war eine schweizerische Journalistin und liberale Politikerin.

## Leben
Françoise Perret geb. Roulet kam nach ihrer Heirat mit Jean-Pierre Perret im Jahr 1952 nach Yverdon (seit 1982 Yverdon-les-Bains). Sie absolvierte ein Hochschulstudium und arbeitete als Journalistin. Sie war Redaktorin des Feuille d’Avis in Neuenburg, des Feuille d’Avis de Lausanne und der Gazette de Lausanne. Von 1967 bis 1977 war sie Chefredaktorin der Zeitung Journal d’Yverdon; damit war sie die erste Frau auf dem Chefposten einer Schweizer Zeitung.

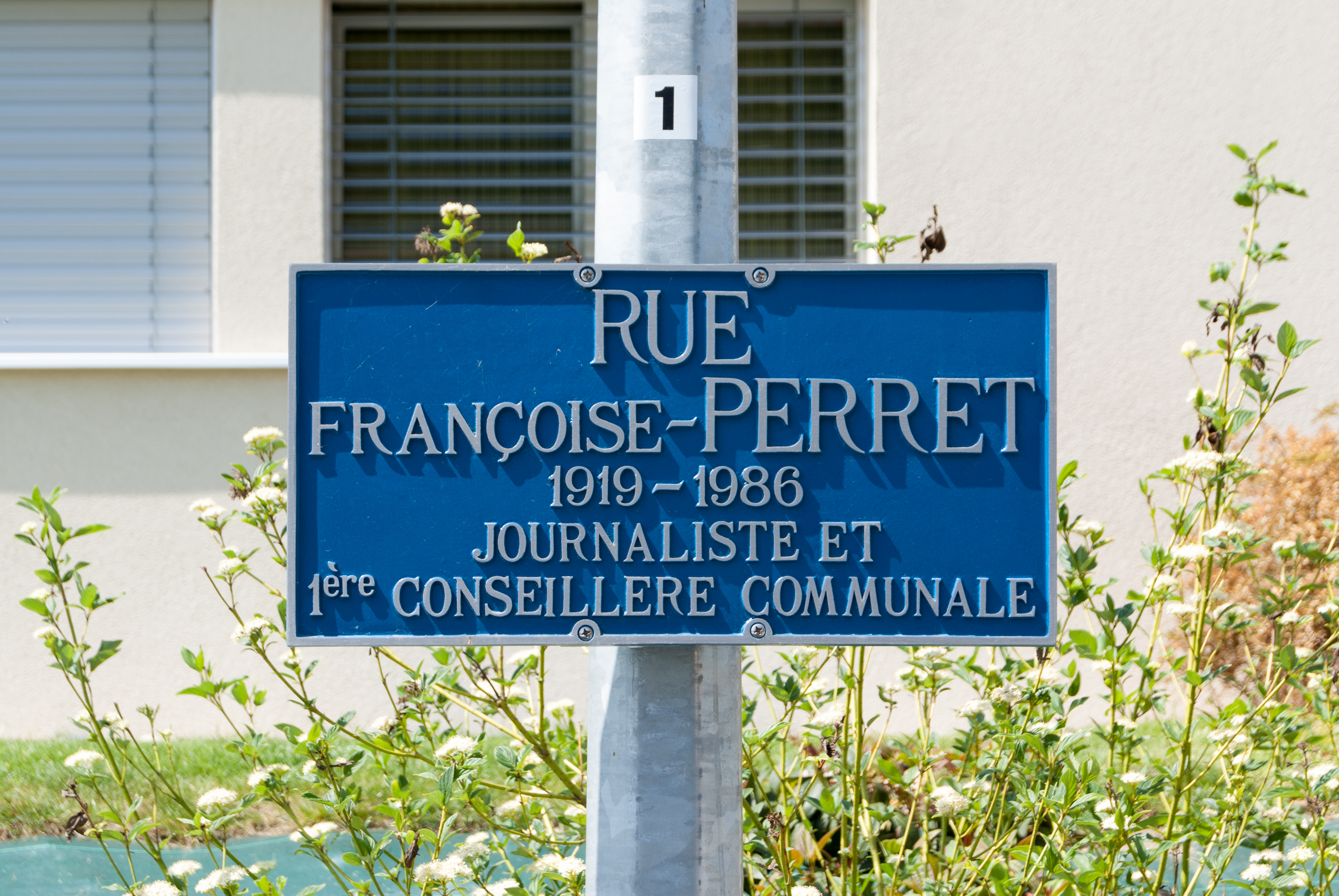
Strassenschild zur Erinnerung an Françoise Perret, an der 2009 gebauten Rue Françoise-Perret im neuen Islesquartier

Sie wurde im Jahr 1961 als erste Frau in den Gemeinderat von Yverdon gewählt, zwei Jahre nachdem im Kanton Waadt das Frauenstimm- und Wahlrecht eingeführt worden war. Sie vertrat im Gemeinderat, dem sie bis 1968 angehörte, die liberale Partei und gehörte später auch der Parteileitung des Parti libéral vaudois (eines Vorgängers der Freisinnig-Demokratische Partei) an.
Françoise Perret war Mitglied der Eidgenössischen Kommission für Preiskontrolle, des Vorstands der Société Pédagogique de la Suisse Romande sowie des Verwaltungsrats des Comptoir suisse. In Yverdon gehörte sie unter anderem der Leitung des Centre de documentation et de recherche Pestalozzi, der städtischen Museums- und Bibliothekskommission, der Schulkommission und der Industrie- und Handelskammer an. Auf eine von ihr eingebrachte Motion geht die Wiederbelebung des Thermalbades von Yverdon zurück. Françoise Perret amtete 1965 als Patin bei der Taufe des Motorschiffs Ville d’Yverdon der Société de navigation sur les lacs de Neuchâtel et Morat.
Sie war Mitglied des Vorstands des Bundes Schweizerischer Frauenorganisationen und Redaktorin von dessen Verbandszeitschrift.
Im Jahr 2009 benannte die Stadt Yverdon-les-Bains eine Strasse des neu erschlossenen Quartiers Îsles nach der Politikerin. An dieser Strasse liegt das Sportzentrum Salle omnisports des Isles.